# Aa en Maas
Het Waterschap Aa en Maas is een waterschap in het noordoosten van Noord-Brabant dat het stroomgebied van de Aa en haar zijrivieren omvat, alsmede het Noord-Brabantse deel van het stroomgebied van de Maas vanaf Waalwijk en het gebied ten oosten daarvan. Hiermee wordt ook het Brabantse deel van de Peel bestreken. Het werkgebied beslaat 161.000 ha en er wonen 743.842 mensen die goed zijn voor 1.209.000 vervuilingseenheden.
Het waterschap is in 2004 ontstaan door fusie van de waterschappen De Aa en De Maaskant, die op hun beurt weer uit nog kleinere eenheden werden gevormd.
Het Waterschapshuis bevindt zich te 's-Hertogenbosch. Het werkgebied is ingedeeld in vier districten:
- Hertogswetering, districtskantoor te Lith
- Raam, districtskantoor te Cuijk
- Boven Aa, districtskantoor te Deurne
- Beneden Aa, districtskantoor te Loosbroek

## Rioolwaterzuiveringsinstallaties
Het waterschap kent de volgende rioolwaterzuiveringsinstallaties:
- RWZI Asten
- RWZI Aarle-Rixtel
- RWZI Dinther
- RWZI Oijen
- RWZI Vinkel
- RWZI 's-Hertogenbosch
- RWZI Land van Cuijk, tussen Oeffelt en Haps

## Waterlopen
Binnen het werkgebied van het waterschap bestaan verschillende waterlopen.
Stroomgebied Aa en Goorloop ten noorden van Helmond
- Wambergse Beek
- Dungense Loop
- Aa van Gemert tot 's-Hertogenbosch
- Groote Wetering vanaf Kleine Wetering tot Zandvang
- Goorloop, Boerdonkse Aa en Aa van Helmond
- Biezenloop

Stroomgebied Aa en Goorloop ten zuiden van Helmond
- Aa Starkriet tot Eeuwselse loop, Eeuwselse loop en Kievitsloop
- Aa vanaf Eeuwselse Loop tot Helmond
- Beekerloop
- Kleine Aa
- Voordeldonkse Broekloop
- Aa benedenstrooms in Helmond
- Goorloop tot aan Wilhelminakanaal

Stroomgebied Bakelse en Astense Aa
- Bakelse Aa, Oude Aa en Kaweise Loop
- Helenavaart en Kanaal van Deurne
- Astense Aa

Stroomgebied Hertogswetering
- NieuweVliet-Hoefgraaf-Hertogswetering
- Lorregraaf
- Munsche Wetering

Stroomgebied Koningsvliet Dieze
- Nieuwe Loonse Vaart
- Dieze en Stadsdommel
- Stads-Aa
- Koningsvliet en Koppelsloot
- Luisbroeksche Wetering-Hedikhuizensche Maas
- Bosschesloot-Vlijmensche Hoofdloop
- Afwateringskanaal 's-Hertogenbosch-Drongelen

Stroomgebied Raam
- Halsche Beek-Hooge Raam-Campagne
- Tochtsloot
- Oploosche Molenbeek-Oeffeltsche Raam
- Ledeackerse Beek en St Anthonisloop
- Lactariabeek
- Lage Raam gegraven
- Peelkanaal-Defensiekanaal
- St Jansbeek
- Tovensche Beek
- Graafse Raam-Lage Raam-Peelkanaal
- Sambeeksche Uitwatering
- Oostrumsche Beek-Loobeek
- Virdsche Graaf en Viltsche Graaf

Stroomgebied Wetering, Leigraaf, Peelse en Snelle Loop
- Kleine Wetering
- Grote Wetering tot Kleine Wetering
- Esperloop en Snelle Loop
- Landmeerse Loop
- Beekgraaf
- Leigraaf
- Peelse Loop

## Verdere gegevens
Van belang is de verantwoordelijkheid voor 110 km aan primaire waterkeringen, voornamelijk langs de Maas. In het verleden werd, in geval van nood, water via de Beerse Overlaat in sommige polders gelaten. Tegenwoordig kent het beheergebied van Aa en Maas verschillende waterbergingsgebieden, zoals  waterberging Groene Peelvallei en waterberging Diesdonk bij Helmond.

## Politiek
Het Algemeen Bestuur van het waterschap telt 30 zetels, die sinds 15 maart 2023 als volgt zijn verdeeld:
- Water Natuurlijk: 8
- BoerBurgerBeweging: 7
- VVD: 3
- CDA: 2
- PvdA: 2
- Partij voor de Dieren: 2
- 50 PLUS: 1
- Algemene Waterschapspartij (AWP): 1
- Landbouwfractie: 2
- Natuurfractie: 2

## Tweede Wereldoorlog
Tijdens de Tweede Wereldoorlog werd het pand van het Waterschap de Aa aan de Postelstraat in 's-Hertogenbosch door plaatselijke verzetsgroepen gebruikt als coördinatiepunt voor de verschillende ondergrondse posten in de stad. In september 1944 werd er het hoofdkwartier gevestigd van de nieuw opgerichte organisatie Binnenlandse Strijdkrachten.